# Laguna Khara Kkota
Laguna Khara Kkota (auch: Q'ara Quta, Karakota, Khara Khota, K'arakota) ist ein See am Westrand der Königskordillere (Cordillera Real) im südamerikanischen Andenstaat Bolivien.

## Lage im Nahraum
Der See Q'ara Quta (Aymara: q'ara = kahl, quta = See) liegt etwa zwanzig Kilometer östlich des Titicacasees zwischen dem Cerro Tira K'ark'a (4974 m) im Nordwesten, dem Cerro Kholin Kkollu (5234 m) im Nordosten, dem Willkkipata (4424 m) im Südwesten und einem Gipfel (4592 m) im Südosten; er liegt im Kanton Villa Asunción Turquia im Municipio Batallas in der Provinz Los Andes im Departamento La Paz. Die nächstgelegene Ortschaft am Abfluss des Q'ara Quta ist Hicho Khota mit 21 Einwohnern (2001).

## Größe und Flusssystem
Q'ara Quta liegt auf einer Höhe von 4353 m und erstreckt sich von Nordosten nach Südwesten über eine Länge von fünf Kilometern und erreicht eine Breite von bis zu 700 Metern, die Uferlinie des Sees beträgt 11,14 Kilometer. Der See wird gespeist durch den Oberlauf des Río Jacha Jahuira, der hier auch den Namen Río Pauchintani trägt.
Einziger Abfluss des Sees ist der Río Jacha Jahuira, der den See in südwestlicher Richtung verlässt und über den Río Japo Jahuira und den Río Keka zur Bucht von Achacachi fließt und in den Titicacasee mündet.

## Verkehrsanbindung
Der See Q'ara Quta liegt in einer Entfernung von 69 Straßenkilometern nördlich von La Paz, der Hauptstadt des gleichnamigen Departamentos.
Von La Paz führt die Nationalstraße Ruta 2 über El Alto und Villa Vilaque in nordwestlicher Richtung bis Patamanta und Palcoco. Drei Kilometer nordwestlich von Palcoco zweigt eine Landstraße Richtung Peñas nach Norden ab, der man knapp fünf Kilometer bis auf die Höhe von Pariri folgt. Wenige hundert Meter hinter dem Cruce Pariri zweigt eine Nebenstraße nach Nordosten in Richtung auf das drei Kilometer entfernte Suriquiña ab, von dort aus fährt man drei Kilometer nach Norden Richtung Tuquia bis zu einer Straßenkreuzung, an der man nach rechts in östlicher Richtung abbiegt.
Dieser Straße folgt man auf den folgenden zwölf Kilometern, flussaufwärts entlang des Río Jacha Jahuira bis zur Laguna Khara Kkota (4362 m). Der Fahrweg führt auf der östlichen Seite entlang des Sees und dann weiter entlang der Laguna Khotia (4451 m) bis zur Laguna Jankho Kkota (4701 m), und weiter bis zur Passhöhe von 5000 Metern zwischen dem Cerro Jankho Huyo und dem Cerro Vila Llojeta.